# Alejandro Peris
Alejandro Peris Caruana (Sagunto, 25 de septiembre de 1902-Jaén, 22 de agosto de 1939) fue un abogado y político español, víctima de la represión tras la Guerra Civil, ejecutado por la dictadura franquista.

## Biografía
Nació en Sagunto en 1902. Licenciado en Derecho por la Universidad Central de Madrid, ganó una plaza como oficial de telégrafos y fue destinado a la provincia de Jaén. Allí se afiliaría al Partido Socialista Obrero Español (PSOE) en la agrupación socialista de la capital jienense. Fue elegido diputado a Cortes por la circunscripción de Jaén en las elecciones generales de 1931 y de febrero de 1936, no obteniendo escaño en las de 1933.
Durante la Segunda República permaneció en Jaén, aunque por un breve período de tiempo fue trasladado a Valencia. Durante la revolución de 1934 fue miembro del Comité Revolucionario jienenese, por lo que fue confinado en la provincia de Granada y la de Almería. Dentro del PSOE, fue presidente de la Federación Provincial de Jaén, delegado al Congreso socialista de 1932, abogado de la Casa del pueblo y representante del partido en el comité de enlace con el Frente Popular.
Al producirse el golpe de Estado de julio de 1936 que dio lugar a la Guerra Civil, junto a José López Quero, tuvo un papel relevante en el fracaso de la sublevación en Jaén. Más adelante fue oficial de las milicias populares en la ofensiva de Córdoba al mando de una unidad conocida como batallón «Peris» o columna «Peris». También sería comisario político del sector de Córdoba, y posteriormente de la 20.ª División. También ejecería otros puestos, como decano del Colegio de Abogados de Jaén y director del periódico jiennense Democracia. Al final de la guerra en la zona pactó la rendición de Jaén a cambio de organizar una columna de exiliados que se refugiasen en territorio republicano, pero la expedición fue atacada por los sublevados. Junto a otros socialistas huyó en coche hacia el puerto de Alicante, sin lograr embarcar en un buque.
Peris fue detenido en Mancha Real, juzgado en consejo de guerra sumarísimo y condenado a muerte, siendo fusilado en Jaén el 22 de agosto de 1939.